# Дрейк, Дэвид
Дэвид Дрейк (англ. David Drake; 24 сентября 1945 — 10 декабря 2023) — американский писатель

-фантаст. Основной литературной специализацией Дэвида Дрейка стала военная фантастика. Из жанра альтернативной истории наиболее известна его серия о Велизарии (вместе с Эриком Флинтом). Дэвид Дрейк — один из любимых писателей Дэвида Вебера.

## Биография
Дэвид Дрейк (родился 24 сентября 1945 года в городе Дубьюк, штат Айова) — американский писатель-фантаст, ветеран Вьетнама, юрист.
В 1967 году окончил с отличием университет Айовы по специальности «история» и «латинская словесность». В 1969-1970 годах служил во Вьетнаме и Камбодже. После демобилизации окончил юридический факультет Университета Дьюка и работал помощником члена городского управления в Чапел-Хилл, штат Северная Каролина. С 1981 года — профессиональный писатель.
17 ноября 2021 года он объявил, что прекращает создание романов из-за неустановленных проблем с когнитивным здоровьем. Дрейк умер 10 декабря 2023 года, в возрасте 78 лет.

### Фэнтези
1. После победы

### Велисарий
1. Окольный путь
2. В сердце тьмы
3. Щит судьбы
4. Удар судьбы
5. Прилив победы
6. Танец времени

### Повелитель Островов
1. Повелитель Островов
2. Королева демонов
3. Слуга Дракона
4. Владычица подземелий

### Боевая фантастика
1. Поход

### Боевой флот
1. Флот
2. Контратака
3. Прорыв
4. Союзники
5. Война
6. Кризис
7. Battlestation Book One (1992)
8. Battlestation Book Two: Vanguard (1993)

### Кризис Империи
1. Достойная оборона
2. Командир звёздной системы

### Сэм Йетс
1. Индекс убийства
2. Мишень